# Ojibwa

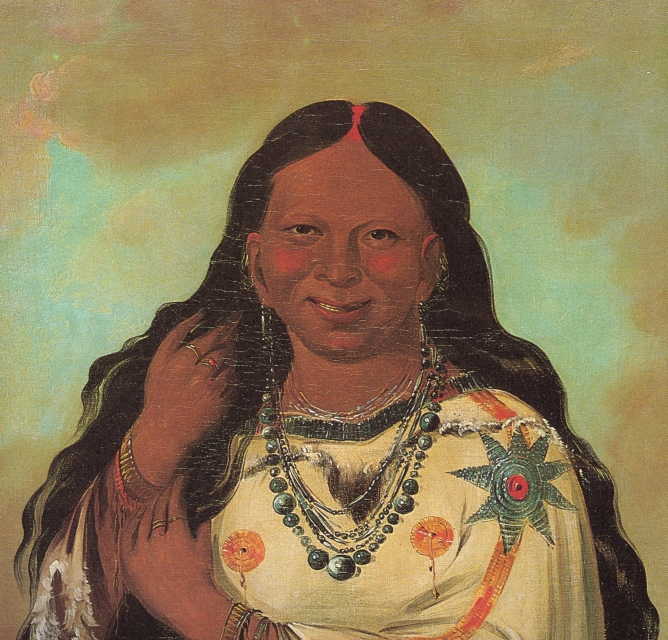
En ojibwakvinna, Kei-a-gis-gis, porträtterad av George Catlin 1832

Ojibwa är en nordamerikansk ursprungsbefolkning som i dag utgör den tredje största enskilda gruppen urbefolkningar i Kanada och USA. Enligt US Census Bureau var Ojibwa år 2000 den femte största gruppen av USA:s ursprungsbefolkningar, med 149 669 individer. I Kanada finns ytterligare ca 76 000 personer. Chippewa är en engelsk namnform som vunnit viss hävd i litteraturen, framför allt i USA. De talar olika varianter av anishinaabemowin, som är ett av cirka tjugo algonkinspråk. 

## Namnet
Namnet "Ojibwa" betyder bokstavligen: "att grilla tills [det] veckas/skrynklas". Uttryckets ursprung är inte klarlagt med fullständig säkerhet. Den främste auktoriteten på ojibwaernas historia, William Whipple Warren, som själv var 3/8 ojibwa, noterade att hans uppgiftslämnare bland ojibwaerna ofta först svarade undvikande, eller inte alls, när frågan kom på tal. Om han sedan framhärdade, hette det vanligen att det hade med tillverkningen av ojibwaernas veckade mockasiner att göra. Warren landade dock i slutsatsen att en annan version som han fick höra mer sällan var sannolikare och kunde förklara de många undvikande svaren. Uppgiftslämnarna ville inte tala om att det ojibwaerna brukade grilla var deras tillfångatagna fiender. Det som därvid veckades var de älgskinn man lindade in fångarna i för att grillningen skulle vara längre innan de dog. Det är möjligen denna obehagliga bakgrund till namnet som gjort att ojibwaerna med tiden successivt övergått till en annan, för många algonkintalande folk gemensam benämning, anishinaabeg, vilken fritt kan översättas ungefär "de riktiga människorna", eller "de främsta människorna". Den bokstavliga översättningen är närmast "människor utan mening/syfte", det vill säga i den positiva betydelsen människor med ett existensberättigande i sig, utan behov av yttre orsaker.
Det finns ytterligare hypoteser, främst bland moderna lingvister, som ifrågasätter Warrens tolkning och hans uppgiftslämnare. Enligt den mest spridda av dessa hypoteser har ordet någonting att göra med framställningen av de på näver ritade piktogram som använts i vissa av ojibwaernas hemliga medicinriter (midewiwin) åtminstone under de senaste 150 – 200 åren. Den rent språkliga hypotesen bygger på ordlikhet (ljudlikhet), men förklarar inte hur hemliga ceremonier inom en liten klan kan ha givit upphov till stamnamnet. Den förklarar inte heller hur det kan komma sig att varken den ojibwatalande (som modersmål) Warren eller någon av hans uppgiftslämnare kopplade det aktuella verbet (ozhibii'iweg) till stamnamnet.

## Språket

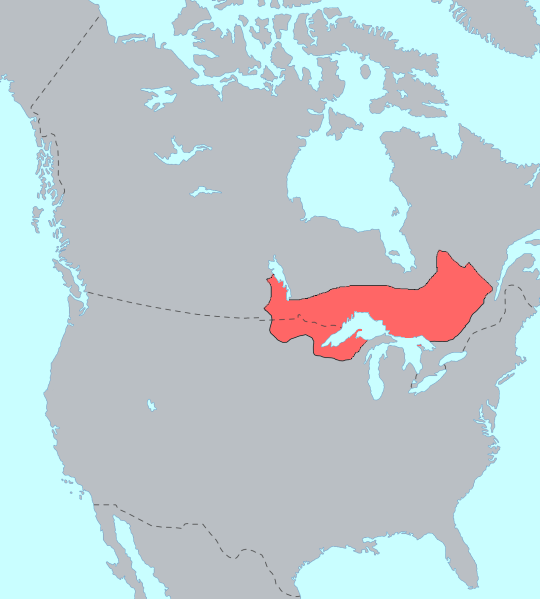
Karta som visar ojibwaspråkets ungefärliga spridning efter 1850-talets reservatsbildningar

Ojibwaerna talar egentligen en mängd olika, sinsemellan mycket närbesläktade, dialekter av anishinaabemowin, ett algonkinspråk som talas av de nordamerikanska urbefolkningar som kallar sig själva anishinaabeg. Till dem hör förutom ojibwa de egentliga algonkinerna och ottawaerna. Förutom många olika lokala dialekter karakteriseras särskilt ojibwaspråkets moderna västligaste varianter av ett stort antal lånord från cree, franska och engelska. Grovt brukar man räkna med tre olika huvudvarianter av ojibwaspråket, med successiva övergångszoner mellan de olika dialekterna.
Det är också svårt att på rent språkliga grunder fastställa var gränserna mellan de olika etniciteterna egentligen går. Ottawaernas (eg. odawaa) språk är till exempel så likt vissa ojibwadialekter att det egentligen lika gärna också skulle kunna kallas för en ojibwadialekt. Detsamma gäller de egentliga algonkinerna. Precis som ojibwaerna (och ottawaerna)  kallar de sig anishinaabeg, men ojibwaerna anser ändå att de är ett annat folk: Odishkwaagamii ("bor vid sjöns ände"). De etniska gränserna är uppenbart inte av språklig natur.
Anishinaabemowin antas ibland av lingvister ha utgått från ett gemensamt "proto-algonkinskt" språk, men eftersom det från och med 1600-talets slut var lingua franca i området kring de stora sjöarna är den språkhistoriska utvecklingen svår att följa och slutsatserna osäkra. Det är till exempel inte alls säkert att ottawaspråket för flera hundra år sedan var lika nära ojibwadialekterna som det är i dag. I stället kan det vara så att anishinaabemowin snarare ska ses som en vidareutveckling av det gemensamma handelsspråk som de berörda stammarna utvecklade under 1600- och 1700-talet än ett uppsplittrat "proto-algonkinskt" språk som möjligen talades för flera tusen år sedan och för vilkets existens det inte finns några bevis. Vad som är orsak och verkan är inte lätt att fastställa eftersom ett historiskt skriftspråk saknas.

## Historia

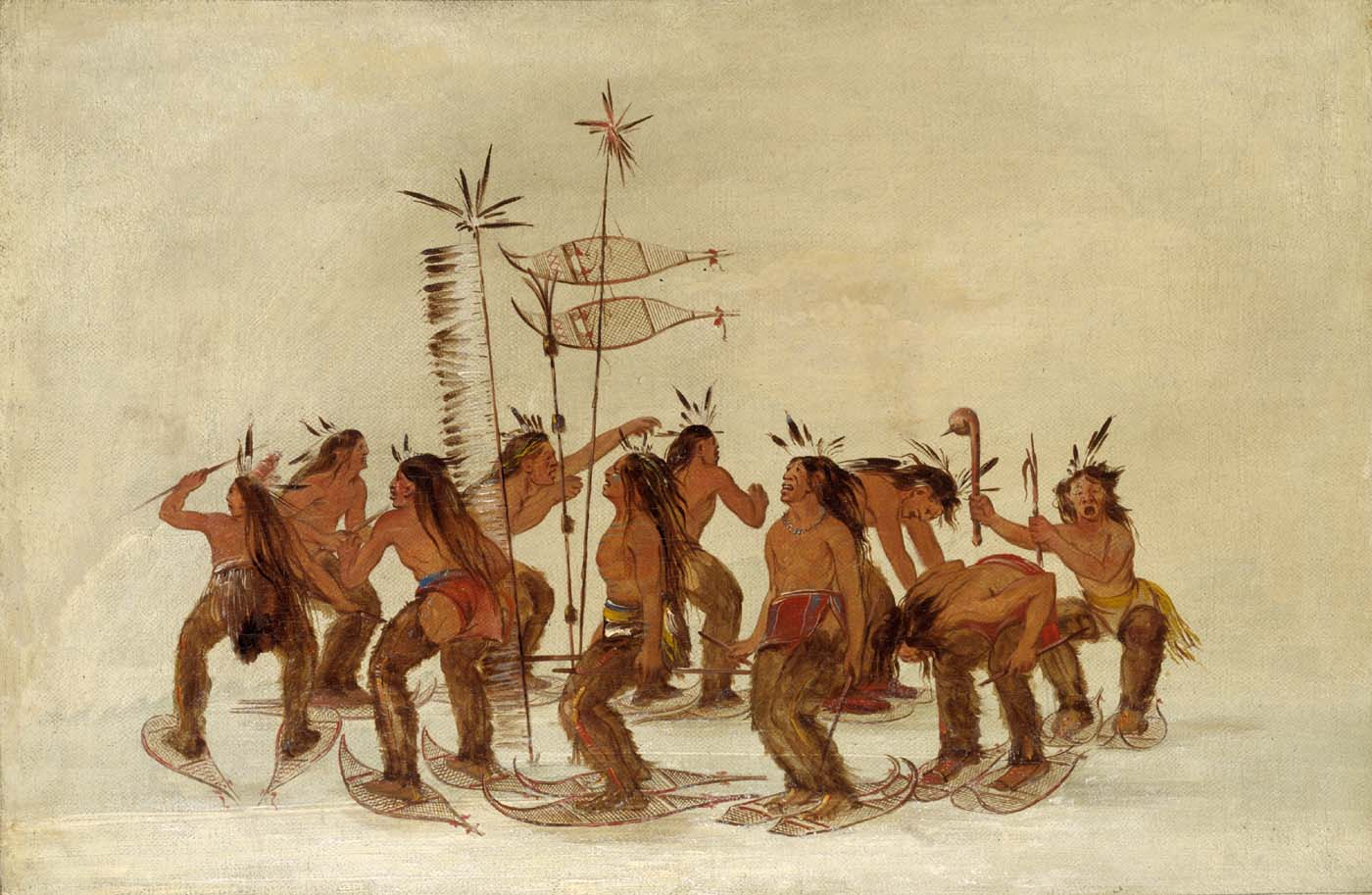
Snöskodansen, urgammal ojibwatradition, dansas när årets första snö faller. Teckning av George Catlin

### Tidig historia
Enligt sin egen muntligt traderade historia levde Ojibwa för många århundraden sedan vid "det salta vattnet i öster" ungefär vid Saint Lawrenceflodens mynning, tillsammans med andra "anishinaabeg", nämligen ottawa och potawatomi. Det mesta tyder på att samtliga lämnade atlantkusten någon gång under 1500-talet. Enligt ojibwaerna var orsaken en eller flera epidemier som dödade många av dem och gjorde platsen till "dålig medicin". De påbörjade därför en successiv förflyttning västerut för att hitta en lämplig plats för ny permanent bosättning. Vid Mackinacsundet som sammanbinder Michigansjön och Huronsjön skildes man åt från ottawaerna som valde att stanna där och potawatomierna som valde en annan väg och gick söderut längs Michigansjöns strand. Ojibwaerna gick mot Övre sjön i nordväst.
Ojibwaerna upprättade troligen någon gång i mitten av 1500-talet sin största by på Madeline Island (förr La Pointe Island), i nuvarande Wisconsin, som är den största ön i ögruppen Apostle Islands i Övre sjön. De kallade ön Moningwunakaaning ("den gulbröstade hackspettens ö"). Ungefär vid den tiden delades stammen upp i två fraktioner varvid den andra och större upprättade sina boplatser längs Övre sjöns norra strand.
Genom dessa förflyttningar hade ojibwaerna kommit på ett bekvämt avstånd från sina äldsta kända fiender, irokeserna, som de kallade nadowag ("giftormar"). Den nordliga fraktionen grundade en av sina byar vid Rainy Lake där de för första gången stötte på assiniboiner och cree med vilka man etablerade fredliga relationer. Deras stamfränder på Madeline Island hade inte samma tur. På fastlandet i söder och väster fanns två krigiska grannar som inte ansåg att det fanns plats för nykomlingar, nämligen odugameeg (fox) och aboinug (dakota-siouxer). Båda dessa stammar gjorde omfattande anfall mot byn på Madeline Island men slogs tillbaka.
Den tidigaste skrivna rapporten i vilken ojibwaerna med säkerhet kan identifieras härrör från jesuitprästen Claude-Jean Allouez som besökte dem 1665 i samband med att han upprättade missionsverksamhet hos ottawaer som slagit sig ner vid Shagawaumikong (nu Chequamegon Bay). Men enligt ojibwaerna själva var "prästen med den svarta kåpan" inte den förste vite man som kom till dem. Jesuiterna kom i själva verket till området ledsagade av handelsmän som under flera års tid frekventerat regionen. Det finns något mindre säkra jesuitrapporter redan från 1647–1648 i vilka nämns "saulteaux" som uppgavs vara algonkinspråkiga och troligen är identiska med Ojibwa.
Ojibwaernas första kontakt med de vita ägde enligt dem själva rum så att en av deras krigare vid namn Masewapega på en längre kanotfärd österut observerade en timmerstuga vid stranden och gick i land för att se vem som bodde där. Han möttes av vita män som sträckte fram handen mot honom och därefter visade honom runt. Masewapega noterade att de vita männen var framgångsrika jägare med ett mycket stort lager bäverskinn, vilket tydde på att de hade "stark medicin" för jakt. De vita männen verkade försöka förklara för honom att de ville byta till sig fler skinn och gav Masepawega en stålyxa. Året därpå återvände Masewapega till de vita med flera stamfränder. De hade med sig många bäverskinn mot vilka de bland annat bytte till sig stammens första handeldvapen. En konsekvens av det blev att fox-indianerna och dakotasiouxerna nästan helt tvingades upphöra med sina försök att förvisa ojibwaerna. I stället gick dessa allt oftare över till fastlandet och började successivt tränga undan sina konkurrenter från området. 
Möjligen hade de vita inte bara stark medicin utan också någon smittsam sjukdom som snabbt spred sig bland ojibwaerna och ledde till att man övergav byn på Madeline Island, vilket skedde vid den tiden. Besök på ön undveks därefter under flera årtionden av ojibwaer och de hävdade i generationer efteråt att onda andar på kort tid tagit den i besittning. Några år före den svartkåpade prästens ankomst hittade dock några unga och orädda krigare av en slump två utsvultna vita män på ön, och tog dem till sin by på fastlandet. Det var de vitas första besök hos dem och det visade sig att de kommit för att bedriva handel med ojibwaerna, men inte nåtts av någon information om att byn på Madeline Island hade övergetts. Warren daterar, genom att räkna generationer, ojibwaernas första möten med de vita till omkring 1612, vilket förefaller något optimistiskt. Officiella franska källor uppger att Champlain som förste europé nådde fram till Huronsjön 1615 och att hans sändebud Jean Nicolet veterligen 1634 blev den förste att färdas på Michigansjön. Omkring 1640 är nog en sannolikare datering.

### Den franska perioden 1665–1759
De franska handelsmännens ankomst till de stora sjöarna innebar att de stammar som låg bäst till geografiskt och hos fransmännen först fick ta del av den europeiska civilisationens produkter, av vilka de två i särklass mest efterfrågade blev handeldvapen och alkohol, det senare oftast i form av rom. Dessa produkter ledde snabbt till problem. Ett gevär kunde 1689 köpas i Montréal för fem bäverskinn och det fanns en enorm bäverstam vid de stora sjöarna. Ojibwaerna, som inlett mycket vänskapliga och nära relationer med fransmännen, blev snabbt mycket bättre beväpnade än sina traditionella konkurrenter. Maktbalansen i området försköts drastiskt till deras fördel. 
Fransmännen slöt 1671 ett handelsavtal i Sault Ste. Marie med alla intresserade indianstammar i den nordöstra regionen, och grundade på samma plats en stor handelsstation. Ojibwaerna representerades vid tillfället av en stor delegation. Den franska handelsdelegationen leddes av Sieur du Lusson, och bland fransmännen fanns även en Monsieur Cadeau, stamfar till släkten Cadotte, som William W. Warren härstammade från genom sin mor. På 1670-talet inträffade de första direkt av fransmännens närvaro orsakade väpnade konflikterna mellan ojibwaer och siouxer. Under de följande årtiondena tvingades en av de fyra dakotastammarna, Mdewakanton, successivt överge stränderna av den stora sjö efter vilken de fått sitt namn, M'de wakan, "den heliga sjön" (nu Mille Lacs Lake). Några år efter handelsavtalets ingående byggde fransmännen en ännu större handelsstation, kallad Grand Portage, vid Övre sjön och blev därmed de första européer som inrättade en fast bosättning inom det som senare blev delstaten Minnesota.
Samtidigt fick fransmännen konkurrenter. Engelsmännen försökte penetrera området från sin bas vid Hudson Bay och dumpade 1689 av strikt maktpolitiska skäl priset på ett gevär till två bäverskinn. I rask takt blev assiniboiner och cree minst lika bra beväpnade som ojibwaerna och siouxerna, som trots allt var i särklass flest till antalet, blev alltmer trängda av sina grannar som inte tvekade att skjuta mot en sioux så fort de såg en. Det som utjämnade oddsen något var att siouxerna var mångdubbelt fler, och därför började praktisera verkligt storskaliga anfall på en ojibwaby i taget. Dessutom gav de sig på fransmännen och dödade 20 av dem på en ö i Lac des Bois sommaren 1736. Det i sin tur ledde till en serie utrensningskrig genom vilka ojibwaerna tvingade siouxerna att flytta längre västerut mot Mississippifloden. 
Förhållandet mellan ojibwaer och fransmän utvecklades under den franska perioden till en mycket nära relation och äktenskap mellan fransmän och ojibwakvinnor blev snarare regel än undantag. De franska "voyageurs du Nord" visade en stor smidighet och förmåga att anpassa sig till urbefolkningens sedvänjor och föreställningar. Enligt Warren var huvudorsaken att den genomsnittlige franske pälsjägaren vanligen var analfabet, helt i avsaknad av allmänbildning och mycket skrockfull. De var inte så olika ojibwaerna egentligen, menade Warren, och däri ligger huvudförklaringen till att fransmännen var det enda europeiska folk som lyckades komma på vänskaplig fot med i stort sett alla stammar i området.
När öppet krig bröt ut mellan Frankrike och England på den amerikanska kontinenten, deltog ojibwaer och flera andra algonkinstammar på den franska sidan i striden mot de avskydda engelsmännen, som de kallade Shaagunaash ("de kommer från molnen"). Ojibwaernas krigshövding Mamongesedo ("stor fot") blev den franske generalen Montcalms viktigaste underbefälhavare i det så kallade sjuårskriget (1756–1763). Det franska nederlaget blev svårsmält för deras algonkinska allierade och en öppen fientlighet mot engelsmännen dröjde kvar under många år efter att Montcalm hade stupat och fransmännen lidit ett avgörande nederlag vid Québec 1759. Efter några relativt lugna år av brittisk ockupation exploderade den spända situationen i ett blodigt uppror under ledning av ottawahövdingen Obwandiyag, även känd som Pontiac.

### Den brittiska perioden 1760–1812

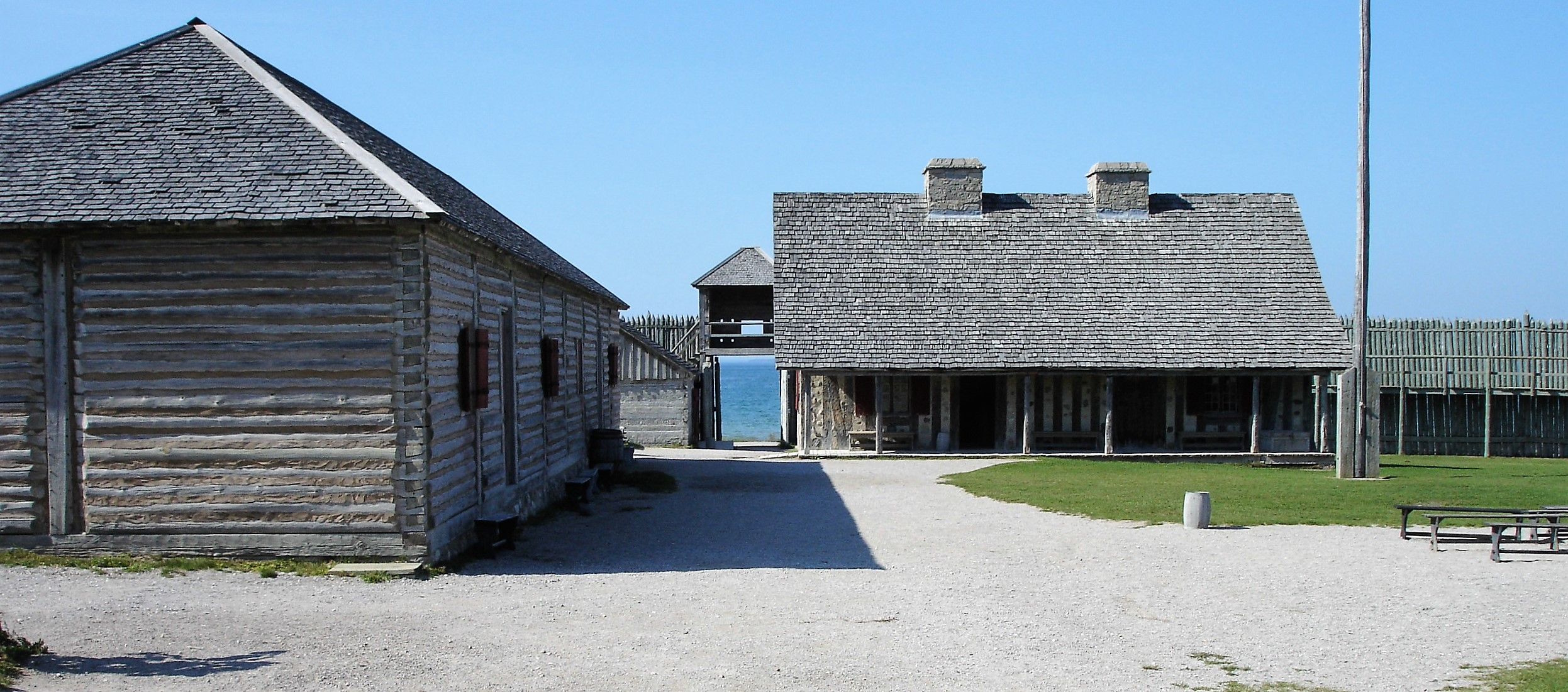
Fort Michilimackinac. Rekonstruktion i Mackinaw City, Michigan

Engelsmännen tog 1760 över de franska forten vid de stora sjöarna, men att ta över områdets handel från fransmännen visade sig vara ett större problem. Ojibwaer och andra algonkinstammar uppträdde i bästa fall reserverat, i värsta direkt fientligt, mot Alexander Henry och andra brittiska handelsmän som under 1760-talet försökte etablera sig i området. På den brittiske kungens (Georg III) födelsedag 4 juni 1763 bröt det av Obwandiyag ledda upproret ut. Nio av de tolv engelska forten erövrades genom överraskningsanfall. Ojibwaernas huvudinsats bestod i övertagandet av Fort Michilimackinac vid Mackinacsundet. En mycket stor del av de västliga ojibwaerna avstod dock från att ta del i upproret. Den vid tiden ledande franske handelsmannen i området Jean Baptiste Cadotte avrådde dem bestämt och lyckades övertyga de flesta om att ett fortsatt krig mot britterna var utsiktslöst.
Följande år, 1764, marscherade 3000 brittiska soldater under befäl av överstelöjtnant John Bradstreet till Detroit och tog Fort Erie i besittning som en bekräftelse på Cadottes varningar. Samma år kallade britterna 22 indianstammar till ett möte i Fort Niagara och gav dem ett fredsanbud med ett enda alternativ: "As you cannot otherwise fail of being destroyed". Efter att fred hade slutits slöts också ett avtal om hur handeln i området skulle fördelas mellan Henry och Cadotte, vilket resulterade i att de grundade ett gemensamt kontor i Sault Sainte Marie. 
Ojibwaerna vände åter sitt krigiska intresse mot dakotaerna och utkämpade 1768 två stora slag mot Mdewakanton-fraktionen i Crow Wing och Sandy Lake. I striden vid Sandy Lake spelade de vita en viss roll. Ojibwaerna var nämligen höggradigt berusade av billig rom när dakotaerna anföll deras by och led därför svåra förluster innan dakotaerna retirerade nöjda med de skalper de tagit av sina arvfiender. På hemvägen hamnade de dock i ett bakhåll vid Crow Wing som jämnade ut förlustsiffrorna. Efter dessa två strider gav Mdewakanton slutgiltigt upp sina försök att återta de tidigare förlorade jaktmarkerna från ojibwaerna och lämnade sina läger vid Rum River för att flytta till lugnare områden vid Minnesota River. Genom detta drag blev S:t Croix River en naturlig gräns mellan ojibwaernas och dakotaernas jaktmarker. Den gränsen respekterades någorlunda av båda parter under mer än två årtionden, då större sammandrabbningar inträffade bara ett par gånger, 1780 vid Elk River och omkring tio år senare vid St. Croix Falls.
Till lugnets bevarande bidrog 1782 års smittkoppsepidemi som nästan utrotade ojibwabyn vid Sandy Lake, en av deras största. Byn hade hunnit återhämta sig någorlunda då dakotaerna upprätthöll tioårsintervallet mellan striderna genom att anfalla den omkring år 1800 med en styrka på ca 400 krigare. Av Sandy Lakes ojibwaer överlevde denna gång endast ett fåtal barn som tillfångatogs och en kvinna som gömt sig i tät vegetation. De hade maximal otur genom att de bara dagar före anfallet hade jagat tillsammans med en av de starkaste ojibwagrupperna, Muk-im-dua-win-in-e-wug ("män som tar med våld"), av engelsktalande kallade "The Pillager band". Men innan dakotaerna anlände hade jaktlagen skilts åt och den andra gruppen begett sig till sina läger vid Leech Lake. 
Området vid Sandy Lake återbefolkades relativt snabbt av andra ojibwaer som flyttade dit från Övre sjön och under de kommande åren fortsatte deras obevekliga expansion mot Mississippifloden och dakotaernas långsamma reträtt mot söder och sydväst. Det brittiska styret och ojibwaerna blev aldrig riktigt samspelta. Men ojibwaterritoriet expanderade trots det under dessa år till sin största omfattning. De behärskade hela det område norr och nordväst om Michigansjön som senare blev en del av Michigan, norra hälften av såväl Wisconsin som Minnesota och ungefär den sydvästligaste fjärdedelen av Ontario. 
När kriget mellan Storbritannien och USA bröt ut 1812 vägrade ojibwaerna att hörsamma britternas uppmaningar om att ställa sig på kungens sida. De 9 000 ojibwakrigarna kring Övre sjön, Mille Lacs Lake och Leech Lake, vilkas hjälp åkallades med både kungliga dekret och dolda hotelser, iakttog en strikt neutralitet medan kriget pågick. Endast ett fåtal av de östligaste ojibwaer som höll till bland ottawaerna vid Huronsjön hörsammade kallelsen, mest för att inte stöta sig med sina algonkinska släktingar som var mer benägna att stödja britterna. En bidragande orsak till ojibwaernas hållning var att de genom att successivt tränga undan dakotaerna kommit i direktkontakt med dessas militärt betydligt starkare släktingar yanktonsiouxerna, vilka under ledning av Shapah ("bäver") och senare dennes son Wanahta ("han anfaller") gjorde livet besvärligt för ojibwaerna och deras krigshövding Eschkebug-e-coshe ("hans mun är platt"). Britternas förlust mot USA togs med en axelryckning. Det förmenades inte ha någon betydelse för de viktigaste sakerna i ojibwaernas liv; den fortsatta handeln med djurhudar, vapen och alkohol.

### Ojibwaerna och USA – etnisk rensning och kamp mot tvångsförflyttning
Efter kriget mellan Storbritannien och USA var gränsen mellan de två länderna påtagligare än tidigare för områdets urbefolkningar och beroende på vilken sida de stannade gick ojibwaerna något olika öden till mötes. Intresset från USA:s sida tilltog successivt. Ojibwaerna hade egentligen inte haft något med USA:s regering att göra med undantag för Zebulon Pikes korta besök 1806. Men 1820 anlände Michigans guvernör Lewis Cass med militär eskort till Sault Sainte Marie på inspektionsresa för att informera sig om handeln i området och köpte samtidigt ett mindre landområde av ojibwaerna. Av de två närvarande hövdingarna vägrade dock den ena att underteckna köpebrevet och den andre uppgav ett falskt namn. Vad den under indirekt vapenhot "uppköpta" marken skulle användas till framgick 1822 då försvarsminister John C. Calhoun lät grunda Fort Snelling (då Fort S:t Anthony), USA:s första militärpostering vid den plats sydväst om Övre sjön där Mississippifloden möter Minnesota River, tillsammans med något som kallades "Indian agency". Där installerades den förste tjänstemannen norr om Prairie du Chien som uteslutande skulle arbeta med "indianfrågan", major Lawrence Taliaferro.
En aspekt av denna fråga var det ständiga krigstillståndet mellan ojibwaerna och de olika siouxgrupperingarna. För att lösa problemet kallades de till ett möte i Prairie du Chien 19 augusti 1825. Hövdingarna för elva ojibwaband undertecknade vid tillfället ett fredsavtal med siouxerna, varvid en permanent gräns slogs fast. Efterhand visade det sig att det fanns ytterligare ett antal ojibwaband som inte var representerade och de kallades därför till att underteckna avtalet i augusti 1826 och det kunde därefter ratificeras av USA:s senat 2 februari 1827. Trots avtalet anfölls ojibwaer vid två tillfällen 1826–1827 av siouxer i närheten av Fort Snelling, vilket ledde till att militären ingrep och överlämnade ledarna för anfallen till ojibwaerna som givetvis dödade dem. Den 20 maj 1829 samlades flera hundra representanter för de två stammarna till en fredsdans vid Fort Snelling, utanför Taliaferros hus.
Av okända orsaker ledde dock Eschkebug-e-coshe redan våren 1832 åter en räd mot siouxerna, varvid tre siouxer och en ojibwa dödades. Han besökte därefter den nye amerikanske indiantjänstemannen Henry R. Schoolcraft och klagade över att siouxerna inte följde 1825 års avtal och att ett stort antal mindre anfall och gränsprovokationer tvingat honom till motåtgärder. Han upplyste även Schoolcraft om att en större straffexpedition var på gång. I februari 1833 anföll 60 ojibwakrigare under ledning av Songukmig en siouxby och dödade 19 siouxer, vilket naturligtvis ledde till ett motanfall som drabbade ojibwabyn vid Mille Lacs Lake där tio ojibwaer dödades. Därmed var allt som vanligt igen och USA:s intervention kunde läggas till handlingarna som ett av dess misslyckade ingripanden i lokala konflikter.
Nästa steg i USA:s ansträngningar att pacificera området och tränga undan ojibwaerna från deras traditionella jaktmarker var ett möte i Fort Snelling 1837, sammankallat av guvernör Henry Dodge. På detta möte skrev ojibwaerna, sig själva ovetande, 19 juli på ett avtal som juridiskt sett överförde en stor del av deras område till USA. Avtalet ratificerades av USA:s senat 15 juni 1838. 
Det stora praktiska problemet med att kolonisera det nyförvärvade området med vita blev att striderna mellan ojibwaer och siouxer återupptagits och intensifierats. Ett av mdewakantonsiouxernas band, Kapozha, hade fått en ny duglig krigsledare i  Taoyateduta som hade återupptagit det gamla dakotaprogrammet, med återtagandet av Mille Lacs Lake, på dagordningen. När USA 4 oktober 1842 i La Pointe med hjälp av stora mängder gratis whiskey lyckades få ojibwaerna med på nästa landavträdelse hade man redan i hemlighet börjat planera för en tvångsförflyttning av någondera parten för att uppnå permanent fred i området. Medan denna planering pågick lyckades USA genom avtalet i Fond du Lac 1847 lura ojibwaerna på ytterligare ett landområde genom att konstruera en avtalstext som gjorde området till en lokal och medgörlig ojibwahövdings personliga egendom. Han sålde det därefter till USA.
Konsekvensen av de märkliga landavträdelserna framgick 1849 då ojibwaernas land de jure omvandlades till Minnesotaterritoriet och de själva till inkräktare med oklar juridisk status på amerikanskt territorium. De förväntades nu avstå från sina rättigheter till det land där de bott i generationer och få sin huvudsakliga försörjning genom årligt underhåll från USA. Den nytillträdda guvernören över territoriet, Alexander Ramsey, verkställde 1850 på order av president Zachary Taylor den planerade förflyttningen av ojibwaerna öster om Mississippifloden över till den västra sidan. Samtliga 19 ojibwaband meddelades med mycket kort varsel att de skulle samlas vid Sandy Lake i oktober för utdelning av sitt årliga underhåll, inte som tidigare meddelats vid La Pointe. Ojibwaerna som vid det laget vant sig att planera sin överlevnad utifrån denna årliga utdelning hade inget val. De begav sig till Sandy Lake.
Att en del av det årliga underhållet av mat och andra förnödenheter försvann på vägen var inget nytt, men den omfattande omorganisationen 1850, med det administrativa kaos det medförde, föranledde de ansvariga tjänstemännen vid Office of Indian Affairs och underleverantörerna att stjäla mer än vanligt av indianernas ransoner. Dessutom försenades utdelningen och det som återstod av matvarorna delades ut först i december. Under väntetiden tvingades ojibwaerna äta allt som kunde ätas i det för tillfället kraftigt överbefolkade området vid Sandy Lake, vilket resulterade i att ca 400 av dem dog av dysenteri och svält. Ett mycket märkligt sammanträffande är att den huvudansvarige för katastrofen, president Zachary Taylor, samma år avled av akut gastroenterit och efterträddes av sin vicepresident Millard Fillmore.
President Fillmore återkallade beslutet om tvångsföflyttningar av ojibwaerna och beordrade att man i stället skulle inrätta indianreservat inom det gamla ojibwaterritoriet. Efter besök av en ojibwadelegation under Gichiwaishke, även känd som Chief Buffalo, lät sig Fillmore övertygas om att ojibwaerna utsatts för avsiktligt bedrägeri 1837 och 1842. Fillmore utsattes också för en hel del påtryckningar av en allmänhet som upprörts av händelserna vid Sandy Lake.
Genom avtal i La Pointe 1854 och Washington D.C. 1855 fastslogs reservatsområdena och eftersom ojibwaerna, till skillnad från många andra stammar, hade turen att inget guld eller andra synnerligen värdefulla tillgångar senare hittades inom dessa, förnyades avtalen 1934 genom Indian Reorganization Act. Två av ojibwabanden, Sokaogon och Minisinaakwaang, vägrade dock att underteckna avtalen 1854 och 1855 och åtminstone deras nuvarande vistelse vid reservaten i S:t Croix och Mole Lake måste historiskt ses som resultat av tvångsförflyttningar, i grunden baserade på en rasistisk ideologi, eller med en modernare term etnisk rensning.
Det ojibwaband som de vita kallade "Pillagers" blev den sista grupp av USA:s urbefolkningar som var involverad i en militär konflikt med USA. Den 5 oktober 1898 utkämpade de en eldstrid mot USA:s 3:e infanteriregemente efter att infanteriet "av misstag" beskjutit ojibwalägret vid Leech Lake.

### Ojibwaerna i Kanada

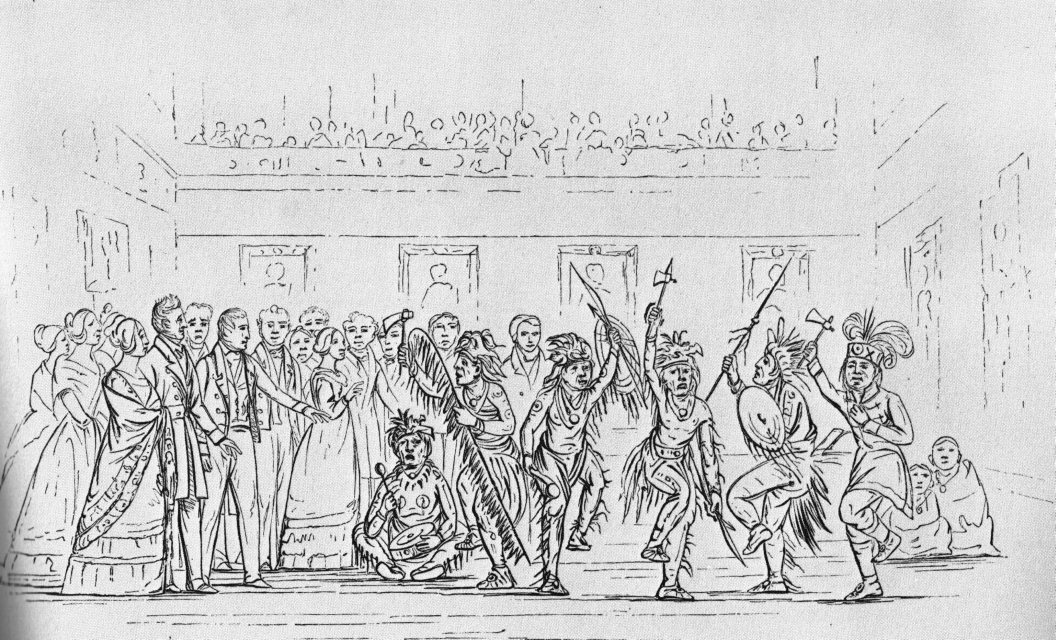
En grupp ojibwadansare uppträder för drottning Victoria i London 1843. Gravyr av George Catlin 1848

I kontakterna mellan ojibwaer och vita utvecklades tidigt en förhandlingskultur. Den blev särskilt framgångsrik i Kanada där några verkligt allvarliga konflikter aldrig bröt ut. En viktig orsak, förutom fransmännens och senare britternas förhandlingsbenägenhet, var och är fortfarande den att Kanada är ett oerhört glest befolkat land i jämförelse med USA. Det har varit relativt lätt för stora delar av de kanadensiska urbefolkningarna att hitta stora landområden som de vita egentligen aldrig varit särskilt intresserade av men där det finns resurser som kan utvinnas småskaligt. Gällande de områden som blivit intressanta har förhandlingar initierats och avtal slutits om de flesta. En del förhandlingar pågår dock fortfarande.
Det för ojibwaerna viktigaste avtalet är nummer tre av de elva stora avtal som slutits med First Nations som är det kanadensiska begreppet för landets urinvånare. Avtalet slöts 3 oktober 1887 mellan Storbritannien och ojibwaerna och reglerar fördelningen av mark och fiskevatten i nordvästra Ontario och östligaste delen av Manitoba. Ett annat mycket viktigt avtal var det första, som slöts 1871, och blev vägledande för hur relationerna skulle hanteras i fortsättningen. Genom att sluta avtal – och hålla fast vid dem – har man i Kanada lyckats undvika de våldsamma konflikter med urbefolkningarna som kännetecknar USA:s historia. Tvångsförflyttningar och etnisk rensning har aldrig varit aktuellt för de ojibwaer vilkas öde det var att hamna på norra sidan om den gräns som de vita inkräktarna ritade mellan sina områden.

## Social struktur och kulturmönster

### Klaner och totem
Basen för algonkinstammarnas sociala organisation är släkten och klanen som är patrilineär, med andra ord föds man in i sin fars klan. Alla ojibwaklaner har totem; själva ordet är ett ojibwaord: doodem. Varje klan (odoodem) har namn efter ett totemdjur, med ett undantag: nibinaabe, vars totem är en fantasivarelse, till hälften människa och till hälften fisk. Enligt ojibwamytologin var de ursprungliga klanerna fem till antalet men genom tidernas gång har dessa utvecklats till mer än 20 av flera olika skäl. När William W. Warren kartlade systemet omkring 1850 fann han dock att omkring 80 % av ojibwaerna tillhörde någon av de fem ursprungliga och att en del klaner var så små att deras existens inte var allmänt känd bland ojibwaer utanför det lokalsamhälle där de fanns.
Nästan allt som är känt om klansystemets tidigare historia härrör ytterst från en och samma uppgiftslämnare, den ovannämnde ojibwahövdingen Eschkebug-e-coshe som under flera års tid lämnade en mängd uppgifter om odoodem-systemet till Warren. Eschkebug-e-coshe var själv huvudman för en av de fem ursprungliga klanerna, awazii (även wawaazisii), vilken har en fisk som sitt totemdjur: arten "brown bullhead" (Ameiurus nebulosus). Likt flera av de största klanerna är den indelad i underavdelningar med andra fiskar som underordnade totem. En liknande uppdelning har till exempel björnklanen (noka) som är den största av alla och under Warrens tid omfattade ca 1/6 av alla ojibwaer. Den är indelad efter björnens kroppsdelar i björnramsklanen, björnhuvudsklanen, björnrevbensklanen, och så vidare. Dessutom finns en uppelning i två huvudkategorier, "svartbjörnar" och "grizzlybjörnar".
Klansystemet bygger på släktskap genom blod och bryter alla andra gränser. Det är fullt normalt att en ojibwa har släktingar i en annan stam, till exempel ottawaerna, som tillhör samma klan som han och vilka han är skyldig att bistå precis som han bistår sina släktingar inom stammen. I vissa avseenden går klanens intressen långt före stammens och det lokala bandets, även om banden ofta är sammansatta så att en av klanerna utgör en dominerande majoritet inom dem. Rena inbördeskrig mellan klaner inom stammen har förekommit bland ojibwaerna, åtminstone enligt deras egna berättelser och en klan med alltför starka maktaspirationer ska ha utrotats nästan fullständigt i en sådan strid.
Det finns även utomalgonkinska inslag i systemet. Alla medlemmar av ojibwaernas vargklan (mahiingan) härstammar på fädernet från siouxer som på olika sätt lämnat sitt bidrag till stammens genetiska förråd, antingen genom blandäktenskap under de korta fredsperioderna eller genom att siouxbarn inlemmats genom kidnappningar. Örnklanen (migizi) har vita amerikaner bland sina förfäder. Nibinaabeklanen finns även hos winnebagoerna och utgörs där med största sannolikhet av ättlingar till en eller flera ojibwakrigare från den klanen som vid något tillfälle fått barn med winnebagokvinnor.

### Livsstil och kulturella huvuddrag
Ojibwaerna har genom sin successiva förflyttning västerut under historiens gång delats upp på ett antal subgrupper, eller band. Levnadssättet och kulturen har på grund av detta – liksom språket – utvecklats åt olika håll. De västligaste ojibwaerna kallar sig nakawē och skiljer sig kulturellt från de östra grupperna genom att vara mindre konservativa och mer benägna att uppta inslag från främmande kulturer. De utvecklades genom sina fredliga kontakter med assiniboiner och cree successivt till prärieindianer, skaffade sig hästhjordar, började använda tipin som bostad och slutade bruka jorden. Nakawē-ojibwaernas kulturella receptivitet tar sig uttryck även i deras dialekt, nakawēmowin, som avviker relativt mycket från de dialekter som talas av de östligare ojibwagrupperna, främst genom ett markant inslag av lånord från cree och kolonialfranska. Från och med att de flyttat ut på prärien slutade nakawē-ojibwaerna att umgås regelbundet med övriga anishinaabeg. De umgicks mer med cree än med sina stamfränder och förväxlades inte sällan av utomstående med cree.

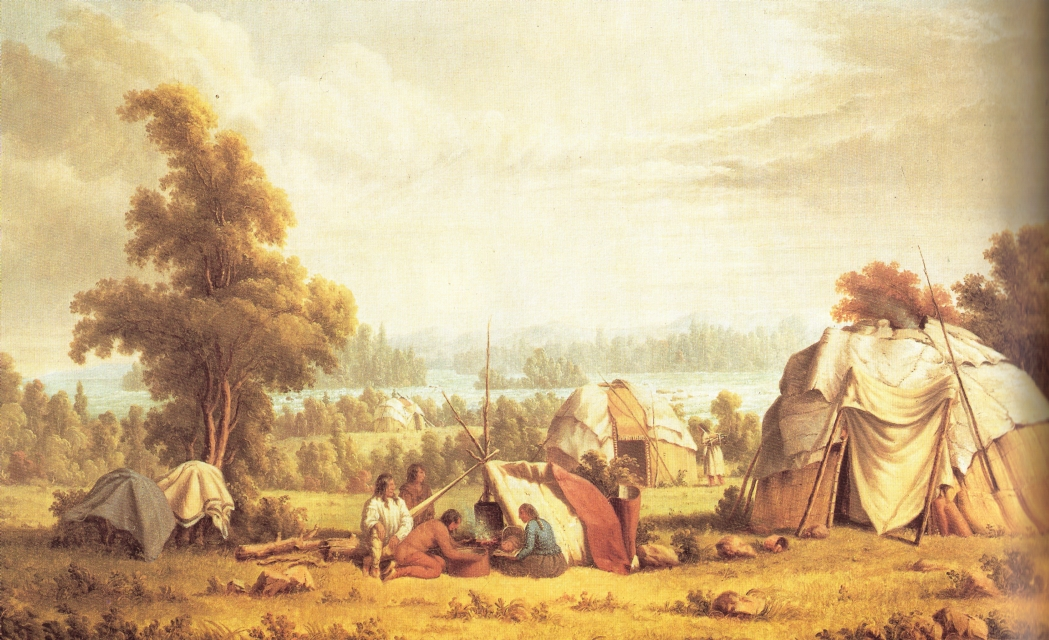
Ojibwaby vid Sault Ste. Marie 1846. Målning av Paul Kane (1810–1871)

De östligare ojibwaerna fortsatte med sin traditionella livsstil, med fasta bosättningar vid sjöar eller floder. De ägnade sig åt majs- och grönsaksodling som kompletterades med framför allt fiske, men även jakten var av stor betydelse. Vildris var också en viktig näringskälla, även om dess betydelse för ojibwaernas traditionella kosthållning ofta har överdrivits av vita observatörer som bevittnat skördandet. Efter att handelskontakter med vita etablerats blev vildrisets betydelse som näringskälla försumbar och skördandet fick så småningom mest rituell karaktär. Till skillnad från sina västliga stamfränder investerade de östliga ojibwaerna sällan i hästar. Näverkanoten var sedan tidigare deras viktigaste fortskaffningsmedel, och de fortsatte länge att ha en traditionell barkmattswigwam som huvudsaklig boendeform. Vintertid användes snöskor, och ojibwaernas relativt långsmala variant har blivit stilbildande för moderna snöskor. 
Ojibwaernas uppdelning i band har styrts dels av klanväsendet, dels av släktskap som räknas genom båda föräldrarna. I grunden bodde och bor ojibwaerna i familjegrupper, av en typ som brukar kallas utvidgad familj eller storfamilj, i vilken flera generationer och även kusiner ingick. Stam- och bandsorganisationen var närmast ett resultat av samarbetsfördelar, särskilt i försvarshänseende. Men det fanns inget som tvingade en familj att stanna kvar med ett ojibwaband. De kunde när som helst flytta till ett annat, eller bilda ett nytt genom att flytta ut i område som ingen annan gjorde anspråk på.
Ojibwaerna var med tanke på sina stora framgångar i krig anmärkningsvärt fredliga av sig. De hade inget rykte om att vara särskilt farliga för andra än sina arvfiender bland urbefolkningarna. Deras sätt att föra krig skilde sig också väsentligt från till exempel siouxernas och de avlägsna släktingarna cheyennernas traditioner. Det hos dessa stammar så högt värderade handgemänget man mot man med räknande av coup var rätt främmande för ojibwaernas mentalitet, även om den typen av strider inte alltid kunde undvikas.
Ojibwaernas idé om krig var snarare ett välplanerat bakhåll med massivt pilregn och/eller eldgivning avslutad med en diskret reträtt när man dödat tillräckligt många fiender. En annan populär variant var att omringa fiendebyn medan fienden sov och sedan peppra tälten med kulor innan motståndaren hann fatta vad det var frågan om. Ojibwaernas huvudvapen var inte närstridsvapen som lans och tomahawk, utan pilbåge och gevär. Ojibwaernas typiska hjälte var inte krigaren som rusade fram till sin motståndare och högg ner honom med en tomahawk, utan den som kunde pricka en fiende på långt håll med varje skott från sitt gevär. Man kan misstänka att ojibwaerna genom sin tidiga kontakt med de vita och förvärvet av stora mängder eldvapen påverkats av européernas synsätt på hur krig i svårframkomlig terräng och utan kavalleriunderstöd skulle föras.
Hos ojibwaerna fanns inte heller det system med krigarsällskap som förekom hos många andra stammar, även om björnklanen i viss mening fungerade som ett krigarsällskap med huvudansvaret för organiserandet av byarnas försvar.

## Kända personer
Informationen här är tagen från engelskspråkiga Wikipedia.
| - Arron Asham, professionell ishockeyspelare - Adam Beach, skådespelare - Jason Behr, skådespelare - Louise Erdrich, författare - Virgil Hill, boxare - Winona LaDuke, bland annat politiker och författare - Cody McCormick, professionell ishockeyspelare | - Ted Nolan, före detta professionell ishockeyspelare och aktiv ishockeytränare - Jordan Nolan, professionell ishockeyspelare och son till Ted Nolan. - T.J. Oshie, professionell ishockeyspelare - Buffy Sainte-Marie, sångare och låtskrivare - Chris Simon, före detta professionell ishockeyspelare - William Whipple Warren, bland annat etnolog och historiker |